# Alexander Zhulin
Alexander "Sasha" Viacheslavovich Zhulin (em russo:  Александр Вячеславович Жулинⓘ; Moscou, RSFS da Rússia, 20 de julho de 1963) é um ex-patinador artístico russo, que competiu em provas na dança no gelo. Ele conquistou duas medalhas olímpicas, sendo uma de prata em 1994 e uma de bronze em 1992 ao lado de Maya Usova, e cinco medalhas em campeonatos mundiais, sendo uma de ouro, duas de prata e duas de bronze também com Maya Usova.

## Principais resultados

### Com Maya Usova
| Resultados                                            | Resultados       | Resultados    | Resultados        | Resultados        | Resultados        | Resultados       | Resultados        | Resultados        | Resultados        | Resultados      | Resultados        | Resultados    |
| Internacional                                         | Internacional    | Internacional | Internacional     | Internacional     | Internacional     | Internacional    | Internacional     | Internacional     | Internacional     | Internacional   | Internacional     | Internacional |
| Evento/Temporada                                      | 1983– 1984       | 1984– 1985    | 1985– 1986        | 1986– 1987        | 1987– 1988        | 1988– 1989       | 1989– 1990        | 1990– 1991        | 1991– 1992        | 1992– 1993      | 1993– 1994        |               |
| ----------------------------------------------------- | ---------------- | ------------- | ----------------- | ----------------- | ----------------- | ---------------- | ----------------- | ----------------- | ----------------- | --------------- | ----------------- | ------------- |
| Jogos Olímpicos                                       |                  |               |                   |                   |                   |                  |                   |                   | Medalha de bronze |                 | Medalha de prata  |               |
| Campeonato Mundial                                    |                  |               |                   |                   |                   | Medalha de prata | Medalha de bronze | Medalha de bronze | Medalha de prata  | Medalha de ouro |                   |               |
| Campeonato Europeu                                    |                  |               |                   |                   | 4.º               | Medalha de prata | Medalha de prata  | Medalha de bronze | Medalha de prata  | Medalha de ouro | Medalha de bronze |               |
| Grand Prix St. Gervais                                |                  |               | Medalha de ouro   |                   |                   |                  |                   |                   |                   |                 |                   |               |
| Jogos da Boa Vontade                                  |                  |               |                   |                   |                   |                  |                   | Medalha de prata  |                   |                 |                   |               |
| Nations Cup                                           |                  |               |                   |                   |                   |                  | Medalha de ouro   |                   |                   |                 |                   |               |
| Nebelhorn Trophy                                      |                  |               | Medalha de ouro   |                   |                   |                  |                   |                   |                   |                 |                   |               |
| NHK Trophy                                            |                  |               |                   |                   |                   | Medalha de prata |                   | Medalha de ouro   | Medalha de ouro   | Medalha de ouro |                   |               |
| Prize of Moscow News                                  |                  |               | 4.º               | Medalha de bronze | Medalha de prata  |                  |                   |                   |                   |                 |                   |               |
| Skate America                                         |                  |               |                   |                   |                   |                  | Medalha de ouro   |                   |                   | Medalha de ouro |                   |               |
| Skate Eletric                                         |                  |               |                   |                   | Medalha de ouro   | Medalha de ouro  |                   |                   |                   |                 |                   |               |
| Universíada                                           |                  |               | Medalha de ouro   |                   | Medalha de prata  |                  |                   |                   |                   |                 |                   |               |
| Nacional                                              |                  |               |                   |                   |                   |                  |                   |                   |                   |                 |                   |               |
| Campeonato Soviético                                  | Medalha de prata |               | Medalha de bronze | Medalha de bronze | Medalha de bronze | Medalha de prata | Medalha de prata  | Medalha de ouro   |                   |                 |                   |               |
|                                                       |                  |               |                   |                   |                   |                  |                   |                   |                   |                 |                   |               |
| Legenda: Competição não foi disputada nesta temporada |                  |               |                   |                   |                   |                  |                   |                   |                   |                 |                   |               |